# Платок любви
Платок любви, или платок влюблённых (порт. lenço de namorados или lenço dos namorados), — шейный платок из тонкой льняной, иногда хлопчатобумажной ткани, вышитый различными мотивами. Относится к традиционному народному художественному промыслу провинции Минью, Португалия. Особенно популярны в посёлке Вила-Верди.
По различным версиям, платки любви распространились между XVII и XIX веками в низшем сословии. Первоначально вышивка на них была двух цветов — чёрного и красного, затем популярны стали разноцветные платки. По традиции, девушка вышивала шейный платок для молодого человека, в которого была влюблена. Если он носил платок на людях, это означало, что чувства взаимны.
Среди традиционных узоров платков любви — сердца, птицы, ключи, ягоды ежевики, соединённые руки, цветы. Распространены платки с надписями, включая стихотворные послания (обычно с орфографическими ошибками — в настоящее время чаще всего умышленными — и без знаков препинания):
| Текст                                                                                              | Подстрочный перевод                                                                                              |
| -------------------------------------------------------------------------------------------------- | --- |
| Bai carta feliz buando nas asas dum passarinho qando bires o meu amor dale um abraço e um veijinho | Счастливо тебе долететь, письмо, на крыльях птички. Когда увидишь моего любимого, обними его и поцелуй.          |
| Aqui tens o meu curação e a chabe pró abrir num tenho mais que te dar nem tu mais que me pedir     | Вот тебе моё сердце и ключ, чтобы его открыть. Мне больше нечего тебе дать, а тебе больше нечего у меня просить. |
| Meu Manel bai pró Brasil eu tamém bou no bapor gardada no curação daquele qué meu amor             | Мой Манел едет в Бразилию, я тоже плыву на пароходе, сохранённая в сердце того, кого я люблю.                    |

Промысел был возрождён в 1980-е или 1990-е годы. Платки любви стали популярным сувениром.
С 1998 года в Лиссабоне ежегодно проводятся выставки платков влюблённых, приуроченные ко Дню святого Валентина.
Бренд Lenços de Namorados do Minho зарегистрирован Ассоциацией регионального развития Минью (Adere-Minho). Известны случаи использования мотивов вышивки, которые Adere-Minho расценивал как неправомерное использование (например, на подголовниках в самолётах авиакомпании TAP Portugal).